# Gérard Lenorman
Gérard Lenorman, geboren als Gérard Christian Éric Lenormand (Bénouville, 9 februari 1945), is een Frans zanger en tekstschrijver.

## Biografie
Lenorman werd in de Normandische plaats Bénouville geboren als zoon van een onbekende Duitse soldaat en Franse moeder, Madeleine Lenormand. Als kind wilde hij al zanger worden, op twaalfjarige leeftijd schreef hij het nummer Le Vagabond. Zijn eerste album kwam uit in 1968. Gedurende de jaren 70 en het begin van de jaren 80 was hij erg succesvol in Frankrijk en de Francophonie. Toen hij op 36-jarige leeftijd ontdekte dat zijn vader een onbekende Duitse soldaat was, schreef hij het nummer Warum mein Vater. Namens Frankrijk nam hij in 1988 deel aan het Eurovisiesongfestival met het nummer Chanteur de Charme, waarmee hij op de 10e plaats eindigde. Hij schreef ook een boek, Je suis né à vingt ans.

## Discografie

### Singles
| Single met eventuele hitnotering(en) in de Nederlandse Top 40 | Datum van verschijnen | Datum van binnenkomst | Hoogste positie | Aantal weken | Opmerkingen                   |
| ------------------------------------------------------------- | --------------------- | --------------------- | --------------- | ------------ | ----------------------------- |
| La ballade des gens heureux                                   | 1976                  | 31 januari 1976       | 2               | 10           | #2 in de Nationale Hitparade  |
| Voici les clés                                                | 1977                  | 12 maart 1977         | 2               | 10           | #2 in de Nationale Hitparade  |
| Si j'étais président                                          | 1980                  | 23 augustus 1980      | -               | -            | #28 in de Nationale Hitparade |

### Bekende nummers
- Si j'étais président
- Michele
- Si tu ne me laisses pas tomber
- Soldats ne tirez pas
- Je vous écris
- Le Petit Prince
- Voici les clés
- La ballade des gens heureux
- Montfort-L'Amaury

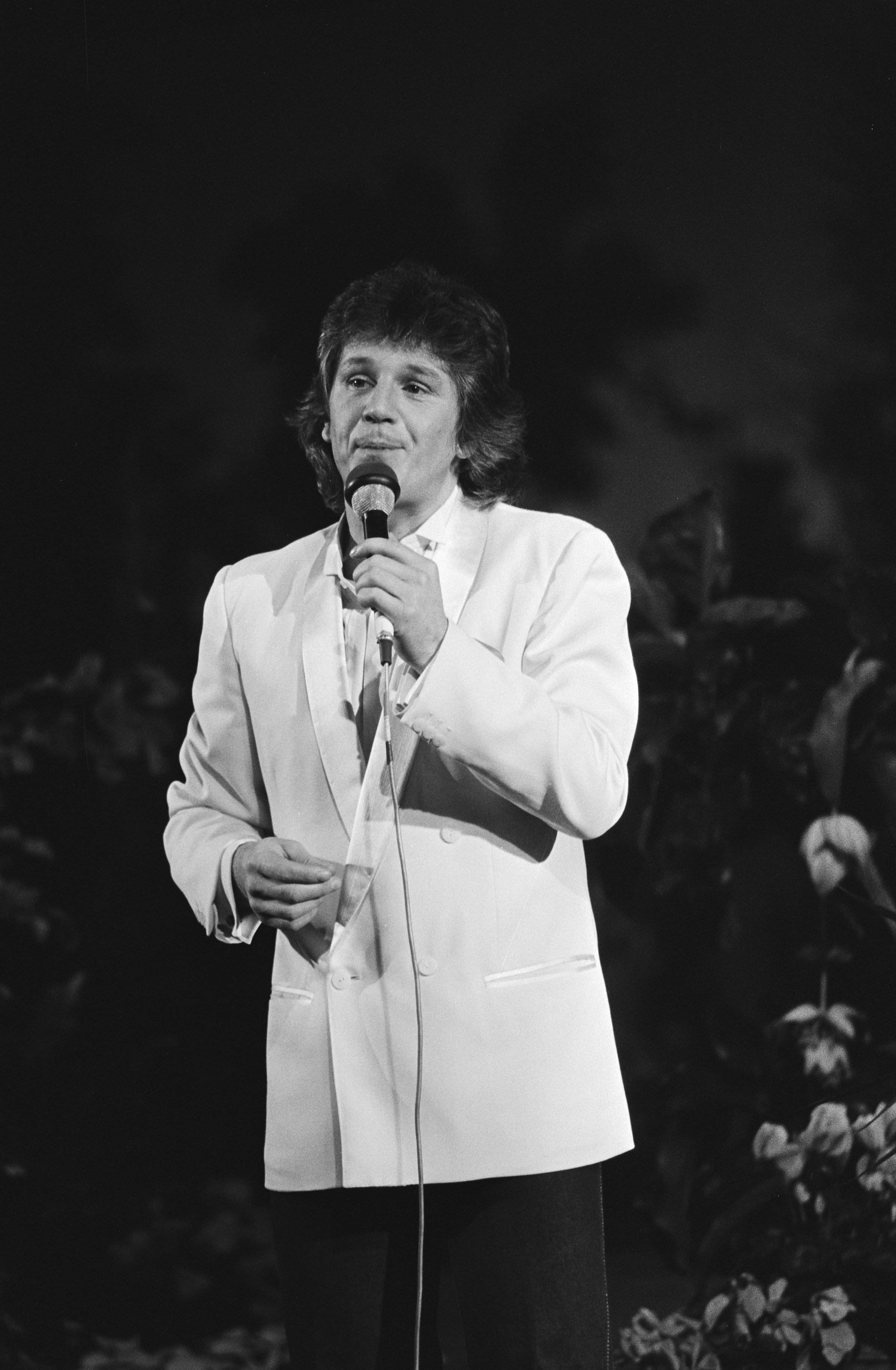
Gérard Lenorman tijdens een optreden in Rijnsburg in 1982

- La belle et la bête (onder andere gecomponeerd door Jean-Michel Jarre)

### Albums
| - Gérard Lenorman (1968) - Les matins d'hiver (1972) - Quelque chose et moi (1974) - Caroline (1975) - Olympia 75 (1975) - Drôles de chansons (1976) - Noëls du monde (1976) - Au-delà des rêves (1977) - Nostalgies (1978) | - Boulevard de l'océan (1979) - Olympia 79 (1979) - La clairière de l'enfance (1980) - ... D'amour (1981) - Paris sur Scène - Palais des congrès (1982) - Le soleil des tropiques (1983) - Fière et nippone (1985) - Heureux qui communique (1988) - Bravo à Gérard Lenorman (1989) | - Il y a...' (1993) - Vos plus belles chansons (1994) - Les plus belles chansons françaises (1996) - Le monde de Gérard Lenorman (Triple compilation) (1998) - La raison de l'autre (2000) - Gérard Lenorman en concert (2003) - Je vous reparlerai d’amour… Les plus belles chansons de Gérard Lenorman (2007) |

## NPO Radio 2 Top 2000
| Nummers met noteringen in de NPO Radio 2 Top 2000 | '99  | '00  | '01  | '02  | '03  | '04  | '05  | '06  | '07  | '08  | '09  | '10  | '11  | '12  | '13  | '14  |
| ------------------------------------------------- | ---- | ---- | ---- | ---- | ---- | ---- | ---- | ---- | ---- | ---- | ---- | ---- | ---- | ---- | ---- | ---- |
| La Ballade des gens heureux                       | 1127 | 1502 | 1209 | 1720 | 1689 | 1519 | 1354 | 1282 | 1764 | 1489 | 1945 | 1700 | 1780 | 1329 | 1935 | 1717 |
| Voici les clés                                    | 1549 | -    | 1771 | 1822 | -    | -    | 1808 | 1733 | -    | -    | -    | -    | -    | -    | -    | -    |

1. ↑  Een '-' betekent dat het nummer niet was genoteerd en een vetgedrukt getal geeft de hoogste notering van een nummer aan.
2. ↑  Deze tabel is bijgewerkt tot en met de laatste editie (2024).